# W niewoli uczuć
W niewoli uczuć (ang. Of Human Bondage) – amerykański film z 1934 roku w reżyserii Johna Cromwella.

## Fabuła
Philip Carey marzy o karierze artystycznej, jednakże porzuca swoje plany i zapisuje się do szkoły medycznej. Podczas wizyty w restauracji zakochuje się w kelnerce-analfabetce Mildred Rogers. Ona jednakże odrzuca jego uczucia i ucieka z innym mężczyzną. Po pewnym czasie powraca do miasta, jako porzucona, niezamężna i w dodatku w ciąży. Philip nadal kocha Mildred i chce jej pomóc. W tym celu kupuje jej mieszkanie, oświadcza się jej, ale ta ponownie ucieka z kolejnym kochankiem. Historia się powtarza i kobieta powraca, znowu porzucona przez mężczyznę. Philip ponownie przyjmuje ją pod swój dach. Tym razem Mildred demoluje mieszkanie i wywołuje pożar, w którym ginie cały dobytek Philipa.

## Obsada
- Leslie Howard jako Philip Carey
- Bette Davis jako Mildred Rogers
- Frances Dee jako Sally Athelny
- Kay Johnson jako Norah
- Reginald Denny jako Harry Griffiths
- Alan Hale jako Emil Miller
- Reginald Owen jako Thorpe Athelny

## Nagrody i nominacje
| Nazwa nagrody | Wygrane       | Nominacje                                           |
| ------------- | ------------- | --------------------------------------------------- |
| Oscar         | bez rezultatu | 1935: Najlepsza aktorka pierwszoplanowa Bette Davis |